# Perspektivní zkratka

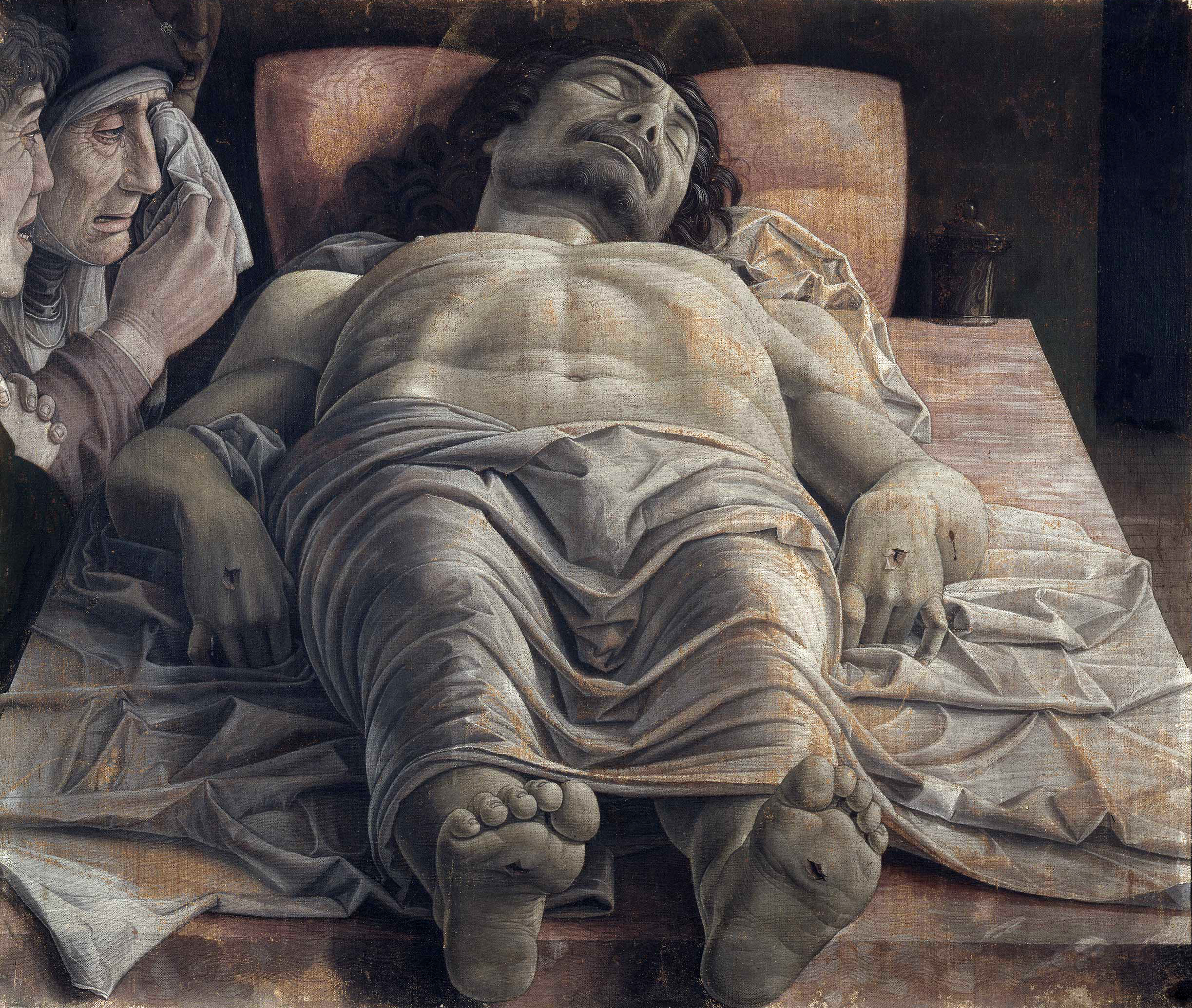
Jedním z příkladů perspektivní zkratky je i obraz
Andrea Mantegny(1431–1506) Mrtvý Kristus.

Perspektivní zkratka patří k nejvýznamnějším objevům v kresbě od doby renesance. Tato technika spočívá ve zkracování částí těla a v osobitém zacházení se světlem. Části modelu, které jsou natočeny blíže k pozorovateli se zkracují, a to i přesto, že ve skutečnosti jsou stejně dlouhé. Vzdálenosti mezi body se oku pozorovatele jeví menší, čím více jsou od něj pozorované objekty vzdáleny – vzdálené věci se nám tak jeví menší nežli ve skutečnosti. Lidské oko či fotoaparát ani jinak vnímat neumí.